# Armatocereus
Az Armatocereus nemzetségbe dél-amerikai fatermetű kaktuszok tartoznak.

## Jellemzői
Magas bokor- vagy fatermetű növények, magasságuk a 12 m-t is elérheti, hengeres hajtásaik felegyenesedők, az évenkénti növekedési gyűrű miatt szegmentáltak, virágaik éjjel nyílnak, fehéresek vagy ritkán rózsaszínűek, tojásdad termésük tövises.

## Elterjedése
Ecuador, Peru.

## Fajok
- Armatocereus cartwrightianus (B&R) Backeberg ex Hill (1938)
- Armatocereus godingianus (B&R) Backeberg ex Salisbury (1947)
  - Armatocereus godingianus ssp. brevispinus (Mads.) Hunt (2002)
- Armatocereus laetus (Knuth) Backeberg ex Hill (1938)
- Armatocereus matucanensis Backeberg ex Hill (1938)
- Armatocereus procerus Rose & Boedecker (1957)
- Armatocereus rauhii Backeberg (1957)
  - Armatocereus rauhii ssp. balsasensis (Ritter) Osto (1998)
- Armatocereus riomajensis Rose & Boedecker (1957)